# بالینا
شهر بالینا (به انگلیسی: Ballina) با جمعیت ۱۰٬۱۴۶ نفر در شهرستان مایو در کشور جمهوری ایرلند واقع شده‌است.

## نگارخانه

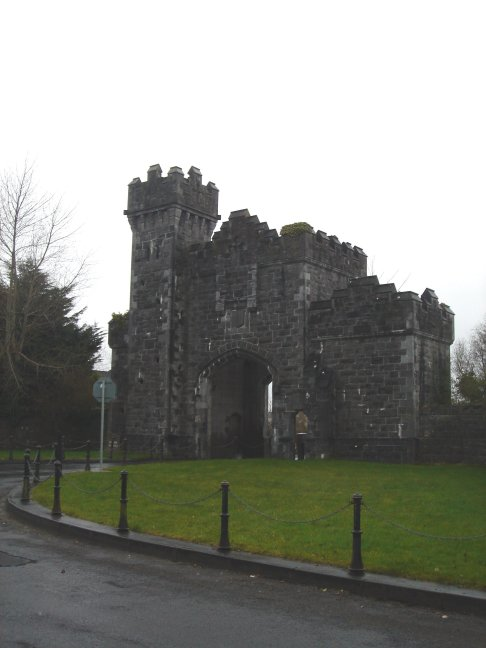
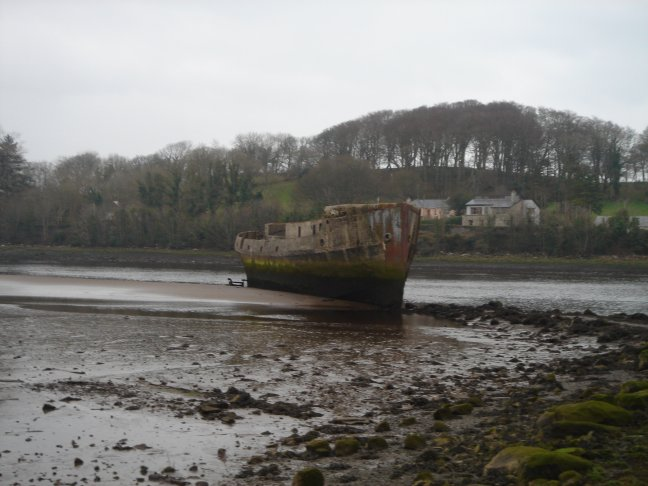
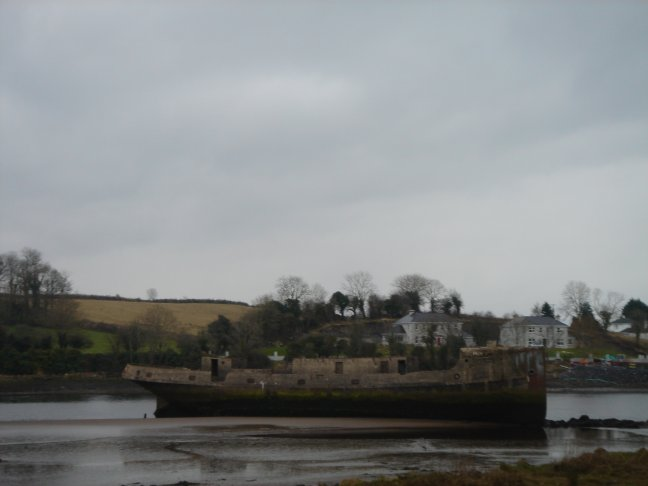
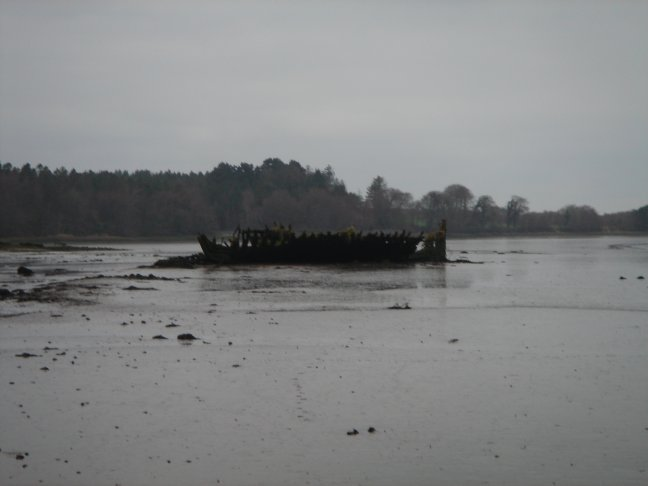
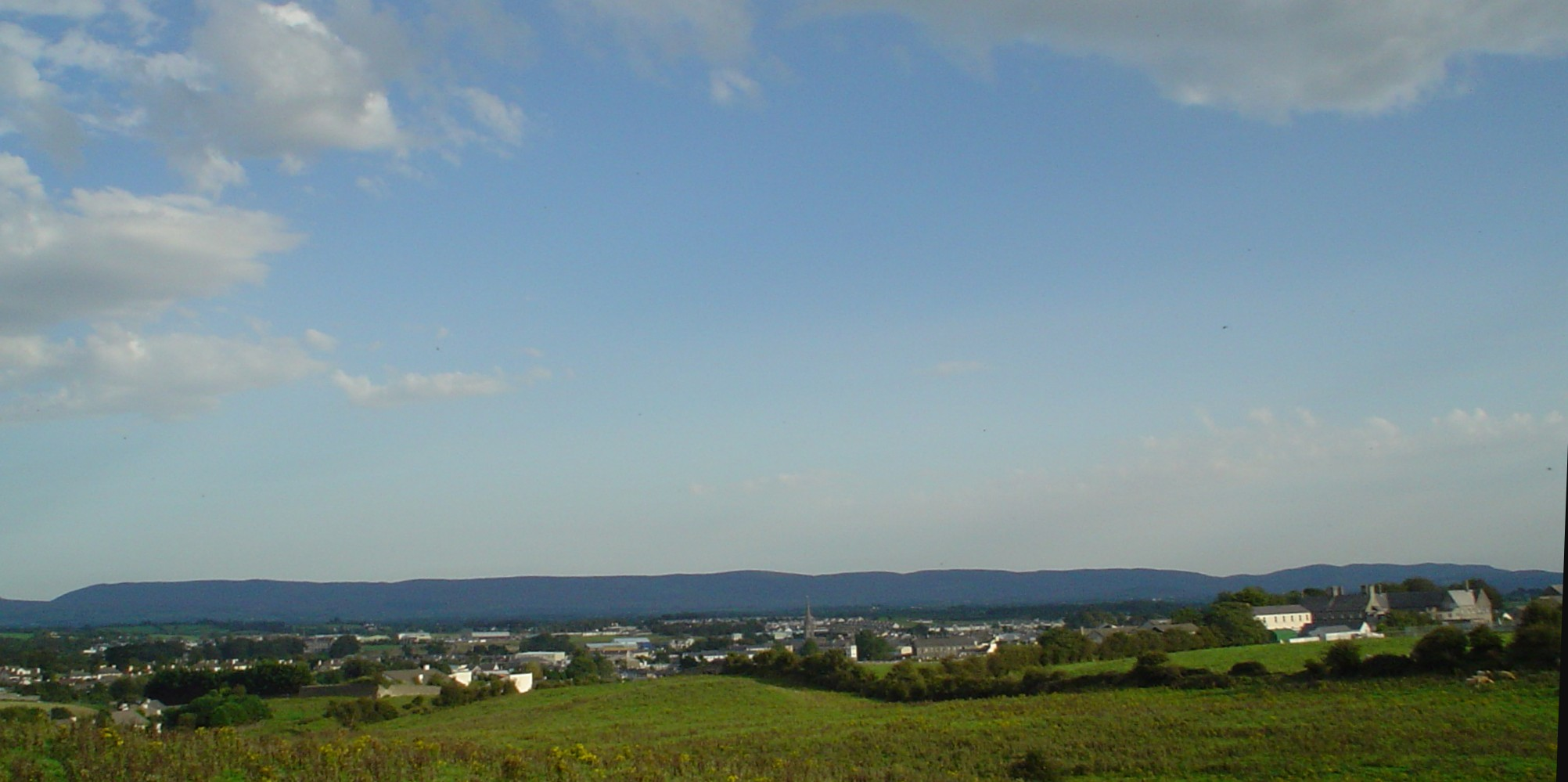
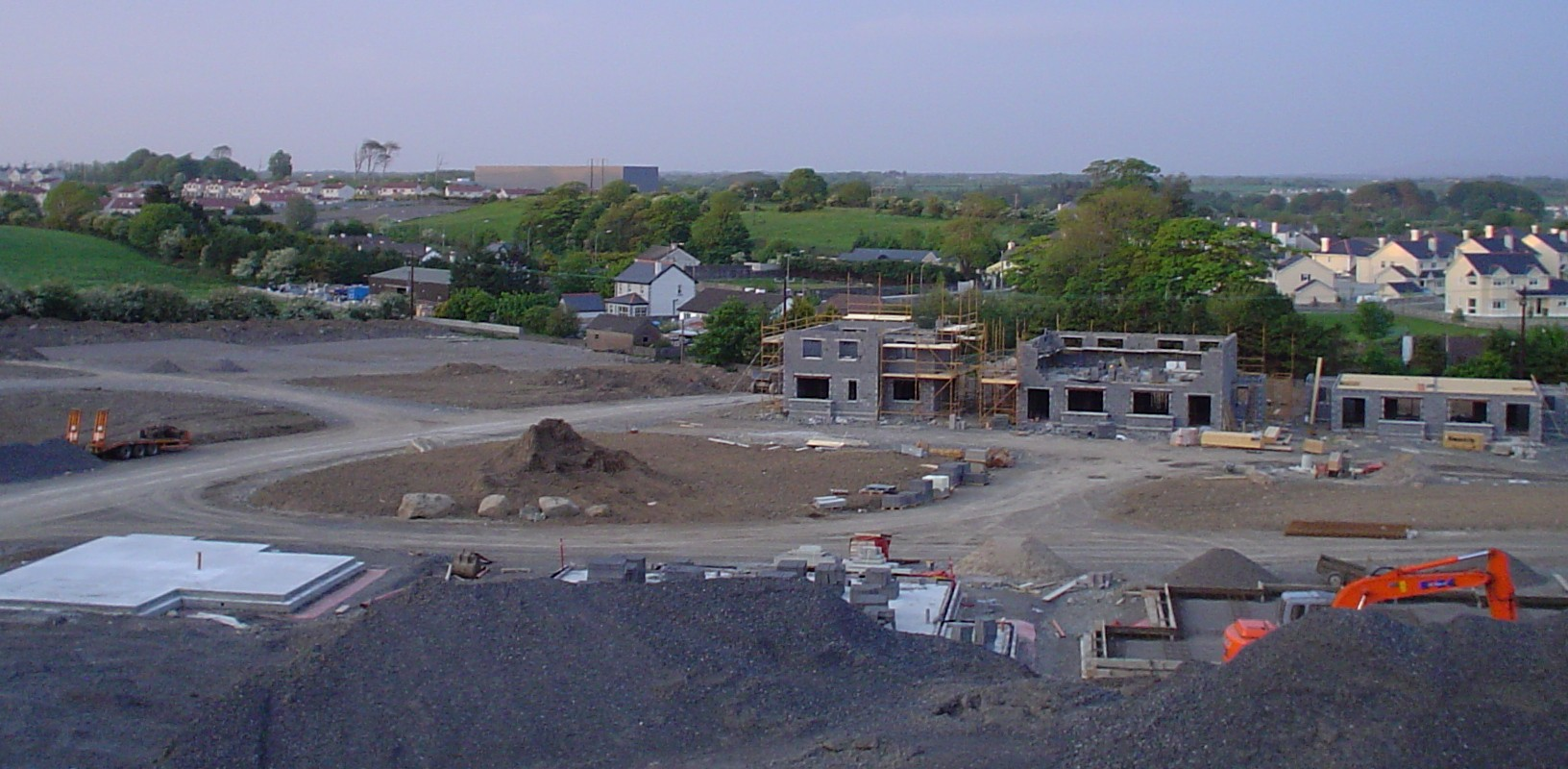
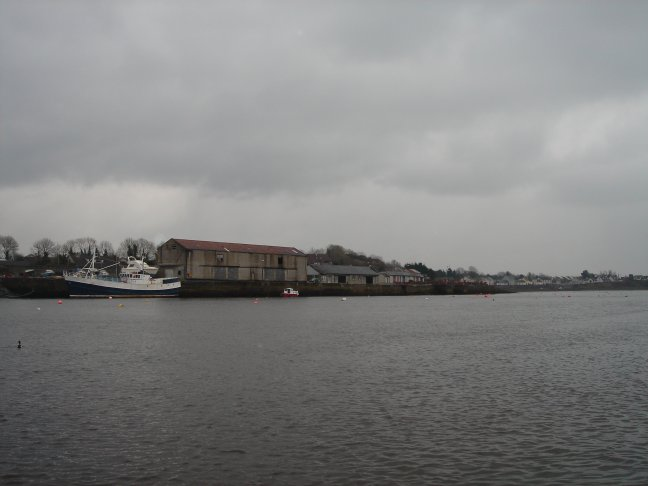
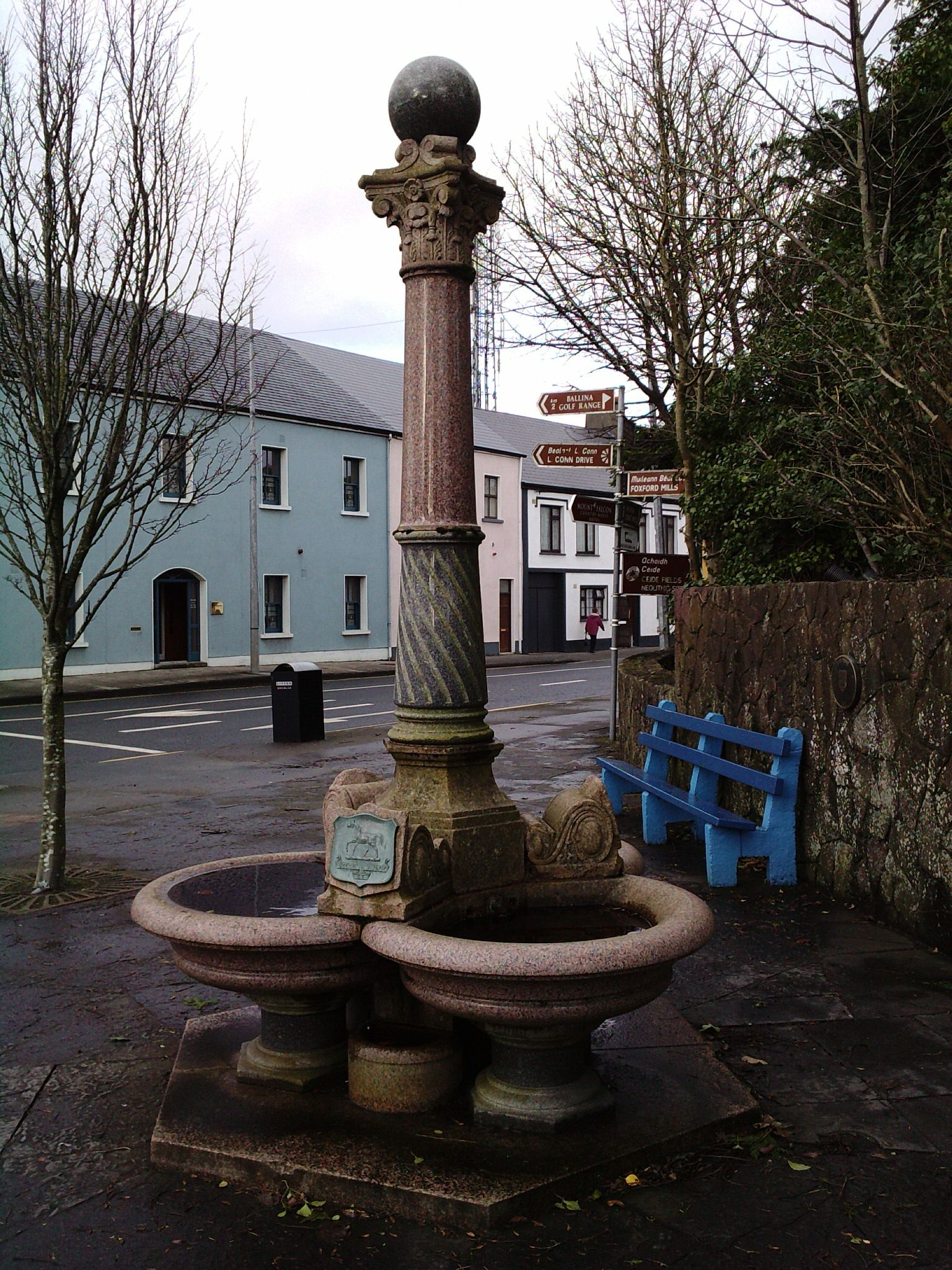
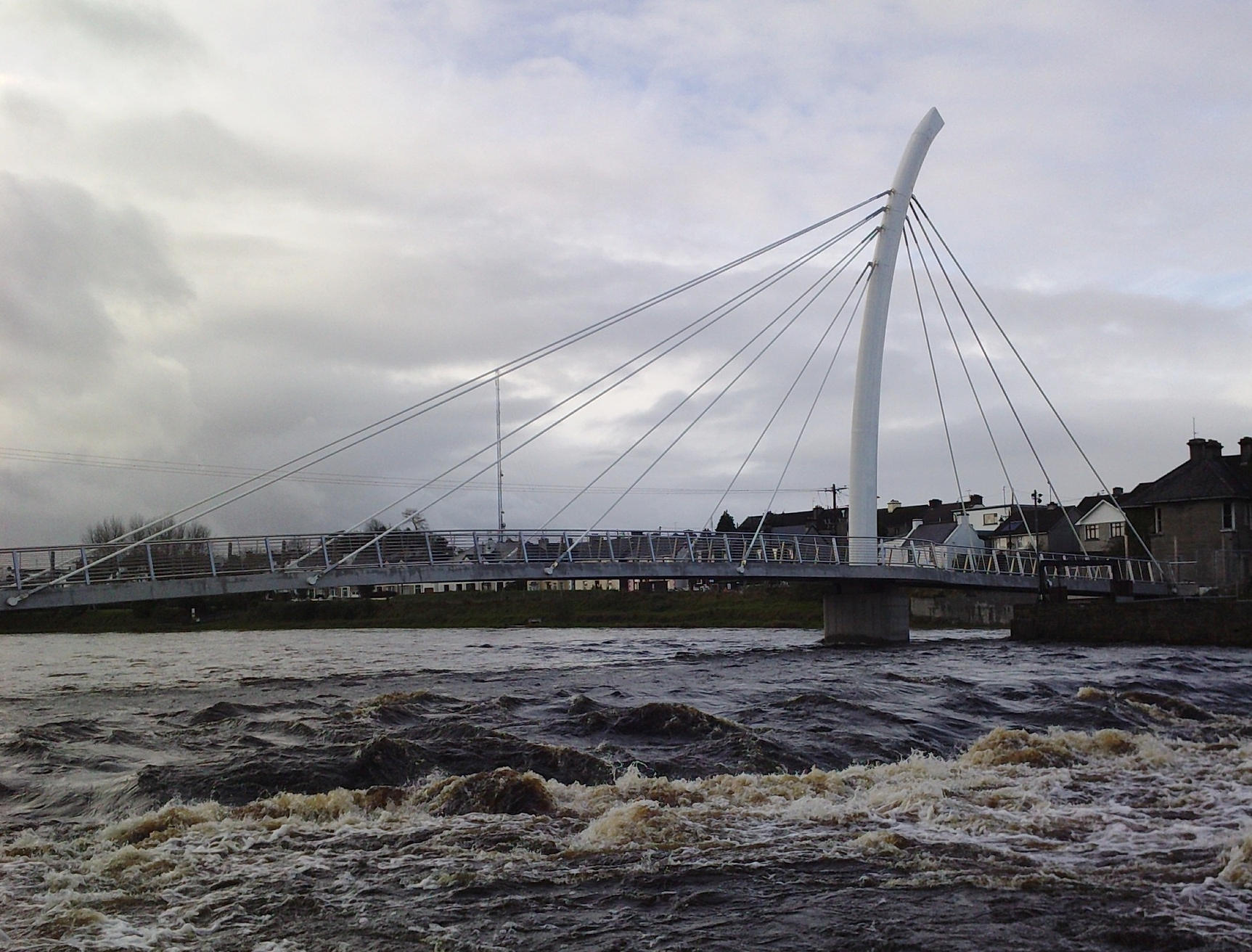
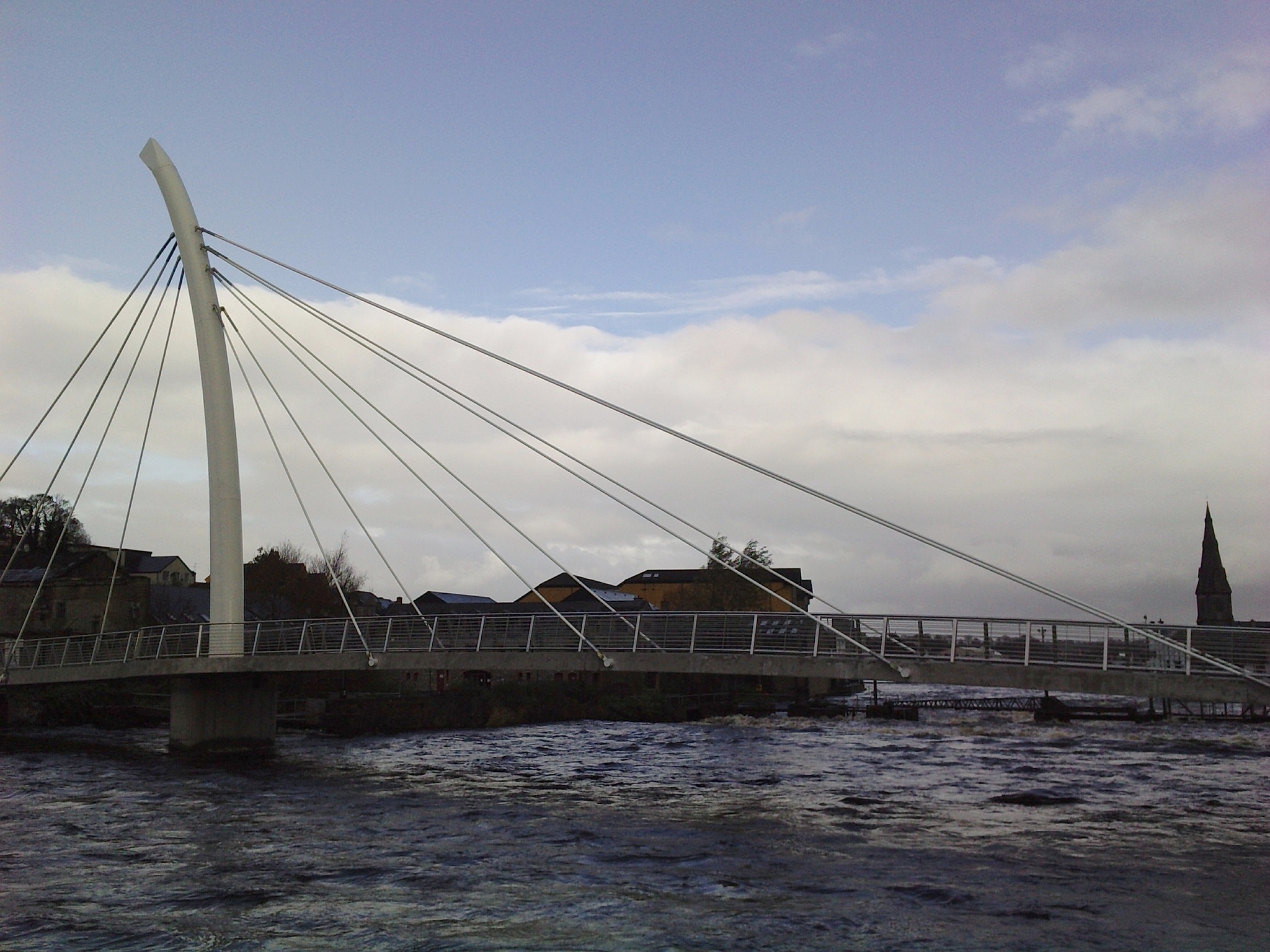